# ROSE PERIOD 〜the BEST 2005-2015〜
『ROSE PERIOD 〜the BEST 2005-2015〜』（ローズ・ピリオド ザ・ベスト2005-2015）は、山崎まさよし通算5枚目のベスト・アルバム。2015年8月19日発売。発売・販売元はAugument Records。規格品番は初回生産限定盤がXNAU-00012B、通常盤がXNAU-00013。

## 解説
- 2005年発表のベストアルバム『BLUE PERIOD』の流れを汲む、シングルA面に収録されていた曲を収録したベスト・アルバム。ジャケットのデザインも『BLUE PERIOD」と同じイラストが使用されている。
- 『BLUE PERIOD』発売以降に発売されたシングル曲のほか、20周年記念ソング「21世紀マン」のオリジナルバージョンや「One more time, One more chance」のデモバージョンを収録。
- 「One more time, One more chance」は「DEMO TRACKS」に収録されていたピアノ弾き語りのバージョン。『HOME -Deluxe Edition-』にも収録されており、同じテイクであるがタイトルの年号に差異がある。
- 2008年に発売された『BLUE PERIOD-Complete SOUND+VISION PACKAGE～Limited Edition』には2006年発売の「アンジェラ」までのシングル曲が追加で収録されているため、一部収録曲が重複している他、「メヌエット」と「アンジェラ」の間に発表された「8月のクリスマス」は収録されていない。
- 「BLUE PERIOD」同様、収録シングルのカップリング曲や提供曲のセルフカバーなどを収録したアルバム『UNDER THE ROSE ～B-sides & Rarities 2005-2015〜』と同時発売された。
- 初回生産限定盤に付属するDVDには、CD収録曲に加え配信シングルの「深海魚」・「心の手紙」、アルバム「FLOWERS」のリードトラック「Flowers」のプロモーションビデオ、及び「僕らは静かに消えていく」の初回限定盤に収録されていたショートムービーを収録。

## 収録曲
| 全作詞・作曲: 山崎将義。 |                                                                         |          |            |      |
| #                        | タイトル                                                                | 作詞     | 作曲・編曲 | 時間 |
| 1.                       | 「僕らは静かに消えていく」                                              | 山崎将義 | 山崎将義   | 5:24 |
| 2.                       | 「ビー玉望遠鏡」                                                        | 山崎将義 | 山崎将義   | 4:44 |
| 3.                       | 「メヌエット」                                                          | 山崎将義 | 山崎将義   | 4:57 |
| 4.                       | 「アンジェラ」                                                          | 山崎将義 | 山崎将義   | 4:21 |
| 5.                       | 「真夜中のBoon Boon」                                                   | 山崎将義 | 山崎将義   | 4:08 |
| 6.                       | 「Heart of Winter」                                                     | 山崎将義 | 山崎将義   | 4:46 |
| 7.                       | 「春も嵐も」                                                            | 山崎将義 | 山崎将義   | 3:46 |
| 8.                       | 「HOBO Walking」                                                        | 山崎将義 | 山崎将義   | 4:39 |
| 9.                       | 「花火」                                                                | 山崎将義 | 山崎将義   | 4:11 |
| 10.                      | 「太陽の約束」                                                          | 山崎将義 | 山崎将義   | 4:16 |
| 11.                      | 「アフロディーテ」                                                      | 山崎将義 | 山崎将義   | 3:51 |
| 12.                      | 「星空ギター」                                                          | 山崎将義 | 山崎将義   | 4:22 |
| 13.                      | 「アルタイルの涙」                                                      | 山崎将義 | 山崎将義   | 4:10 |
| 14.                      | 「21世紀マン」(シングルバージョンとはとは別アレンジで収録。)            | 山崎将義 | 山崎将義   | 4:44 |
| 15.                      | 「One more time, One more chance (1993年制作DEMOトラックスVer.未発表)」 | 山崎将義 | 山崎将義   | 5:23 |

### Disc2（DVD）
| #   | タイトル                                | 作詞 | 作曲・編曲 |
| --- | --------------------------------------- | ---- | ---------- |
| 1.  | 「僕らは静かに消えていく (Short Film)」 |      |            |
| 2.  | 「僕らは静かに消えていく」              |      |            |
| 3.  | 「ビー玉望遠鏡」                        |      |            |
| 4.  | 「メヌエット」                          |      |            |
| 5.  | 「アンジェラ」                          |      |            |
| 6.  | 「真夜中のBoon Boon」                   |      |            |
| 7.  | 「深海魚」                              |      |            |
| 8.  | 「Heart of Winter」                     |      |            |
| 9.  | 「春も嵐も」                            |      |            |
| 10. | 「HOBO Walking」                        |      |            |
| 11. | 「花火」                                |      |            |
| 12. | 「太陽の約束」                          |      |            |
| 13. | 「アフロディーテ」                      |      |            |
| 14. | 「星空ギター」                          |      |            |
| 15. | 「アルタイルの涙」                      |      |            |
| 16. | 「心の手紙」                            |      |            |
| 17. | 「Flowers～花屋篇～」                   |      |            |